# Vajda Júlia (operaénekes)
Vajda Júlia (Makó, 1957. február 16.–) Liszt Ferenc-díjas magyar opera-énekesnő (szoprán), a Szegedi Nemzeti Színház örökös tagja.

## Életpályája
Főiskolai tanulmányait a Juhász Gyula Tanárképző Főiskola magyar–ének szakát végezte 1975–1979 között. Tanárai voltak: Bárdi Sándor, Gyimesi Kálmán valamint Berdál Valéria.
Karrierje kezdetén a szegedi Kisoperában énekelt. 1979 óta a Szegedi Nemzeti Színház tagja, 1985 óta magánénekes.

## Színházi szerepei
Operákban:
- Rosina (Mozart: Così fan tutte)
- Susanna, Cherubino (Mozart: Figaro házassága)
- Donna Elvira, Zerlina (Mozart: Don Giovanni)
- Papagena (Mozart: A varázsfuvola)
- Norina (Donizetti: Don Pasquale)
- Adina (Donizetti: Szerelmi bájital)
- Berta (Rossini: A sevillai borbély)
- Leonóra (Verdi: A trubadúr)
- Gilda (Verdi: Rigoletto)
- Violetta (Verdi: Traviata)
- Oscar (Verdi: Az álarcosbál)
- Valois Erzsébet királyné (Verdi: Don Carlos)
- Aida, Főpapnő (Verdi: Aida)
- Desdemona (Verdi: Otello)
- Alice (Verdi: Falstaff)
- Margit (Gounod: Faust)
- Tatjana (Csajkovszkij: Anyegin)
- Fluthné (Otto Nicolai: A windsori víg nők)
- Micaëla (Bizet: Carmen)
- Giulietta, Antonia (Offenbach: Hoffmann meséi)
- Musette (Puccini: Bohémélet)
- Cso-cso-szán (Puccini: Pillangókisasszony)
- Manon Lescaut (Puccini: Manon Lescaut)
- Liù (Puccini: Turandot)
- Nedda (Leoncavallo: Bajazzók)
- Coigny grófnő (Giordano: André Chénier)
- Mademoiselle Jouvenot (Cilea: Adriana Lecouvreur)
- Császárné (Kodály Zoltán: Háry János)
- Cselédasszony (Szokolay: Vérnász)
- Ilona (Huszár Lajos: A csend)
- Mostoha (Csukás István–Nagy Imre Erik: Szökevény csillagok)
- Mortadella (Tóth Péter: Árgyélus királyfi)

Operettekben és egyéb zenés darabokban:
- Szaffi (ifj. Johann Strauss: A cigánybáró)
- Adele (ifj. Johann Strauss: A denevér)
- Carla Schlumberger (Kálmán Imre: A cirkuszhercegnő)
- Violetta (Kálmán Imre: Montmartre-i ibolya)
- Németh (Barillet–Grédy: A kaktusz virága)
- Golde (Joseph Stein–Jerry Bock: Hegedűs a háztetőn)
- Francia királykisasszony (Bakonyi Károly–Kacsóh Pongrác: János vitéz)
- Agnese (Vajda Katalin–Valló Péter–Fábri Péter: Anconai szerelmesek)
- Maria (Venyige Sándor: Callas)
- Retteginé (Kellér–Horváth–Szenes: A szabin nők elrablása)
- Házvezetőnő (Wassermann–Leigh–Darion: La Mancha lovagja)
- Farkasházy Antónia (Huszka Jenő: Mária főhadnagy)
- Királynő (Huszka Jenő: Bob herceg)
- Gizella grófnő (Iván Sára: Ez történt Bécsben)

Színművekben:
- Roticsné (Molnár Ferenc: Az üvegcipő)
- Nyikolajevna, az állomásfőnök felesége (Bulgakov: Menekülés)

## Díjai
- Arany Fácán díj – Hatvan (1984)
- Szocialista Kultúráért (1986)
- Epizód díj, Operafesztivál – Szeged (1987)
- Bartók–Pásztory-díj (a szegedi operatársulat tagjaként, 1989)
- Szeged Város Alkotói díja (1989, 1993)
- Székely Mihály-emlékplakett (1990)
- Közönségdíj (1992)
- Mecénás díj (1994)
- Vaszy Viktor-díj (1990, 1995, 2001)
- Szegedért Emlékérem (1998)
- Dömötör-díj (2000, 2002, 2004, 2005, 2007, 2009)
- Artisjus-díj (2004)
- Príma Díj (2006)
- Liszt Ferenc-díj (2007)
- Szeged Kultúrájáért díj (2008)
- A Szegedért Alapítvány fődíja (2010)
- A Szegedi Nemzeti Színház Örökös Tagja (2015)

- Szeged díszpolgára (2025)